# De Viridiaan-dinges
Tom Poes en de Viridiaan-dinges of kortweg De Viridiaan-dinges is het 124ste verhaal uit de Bommelsaga, geschreven en getekend door Marten Toonder. Het verhaal verscheen voor het eerst op 8 juli 1968 en liep tot 11 september van dat jaar. Thema: Het vastleggen op linnen van het ‘Nu’

## Samenvatting
Heer Bommel gaat naar het strand,  vergezeld door zijn bediende,  om een schilderij van de zee te maken met de bedoeling dat in te zenden voor deze Prix de Rommel. Hij wil een golf op zijn schildersdoek vastleggen als beste uitbeelding van het Nu.  Toevallig ziet de passerende Terpen Tijn na een tweede golf, een zeewier, een Viridiaandinges op de schedel van de geplaagde heer. Hij plakt het wier op het doek en bewondert het resultaat. “Een vastgeplakte vibratie van de watertrilling. Een greep uit de eeuwigheid. Het Nu!, vat je makker?” Voor een pot augurken met suiker schenkt hij de collage aan heer Ollie. Het moet alleen nog gevernist en gesigneerd worden.
Thuiskomend op kasteel Bommelstein loopt heer Bommel in trance achter zijn kunstwerk aan naar binnen. Hij geeft Joost opdracht Terpen Tijn augurken te verschaffen maar hemzelf niet te storen. Hij heeft geen tijd voor de schilder. Meester-schilder Terpen Tijn heeft er ook nog de hand in gehad, maar het kunstwerk is nu van Heer Bommel.
Terpen Tijn biedt via Joost nog aan te signeren en te vernissen, maar daar staat het hoofd van Bommel nog steeds niet naar. Terpen Tijn neemt met een waarschuwing afscheid van bediende Joost. Ook Tom Poes die de schilder tegenkomt, krijgt een grotendeels onbegrijpelijke waarschuwing over vibratie, trillingen, rijpen en fixeren. 
Heer Bommel organiseert een kunstavond op zijn kasteel om uitleg te geven bij zijn meesterwerk, dat zal worden ingezonden voor de Prix de Rommel. De markies, de burgemeester en zijn buurvrouw zijn aanwezig. Tom Poes zit zwijgend op een poef als zijn vriend uitleg geeft in termen van: ‘wier’ ‘mijn hoofd’ ‘lijm op het doek’. Hij doceert dat golven nooit hetzelfde zijn. De edelman brengt het woord ‘incroyable’ naar buiten, waarop Doddeltje de bukkende heer spontaan om de hals vliegt en een zoen op zijn linkerwang drukt. Hierna brengt Joost het kunstwerk terug naar de kelder. De markies brengt nu de laatste versie van zijn poëem ten gehore. Er ontstaat kortsluiting in een schemerlamp, waarop de kasteelheer een kaars aansteekt. Op het moment dat de markies verder wil gaan, komt Joost binnenstormen vanuit de kelder; het schilderij is ontploft.
Tom Poes en heer Bommel gaan poolshoogte nemen in de kelder en zien een gat in het schilderij en een ravage in de kelder. Tom Poes heeft het over Terpen Tijn en een waarschuwing bij volle maan en de rijping in de Viridiaandinges. Want deze avond is het volle maan. En er komt rook uit het kastje met de zekeringen en het kelderraam is uit de muur gerukt. Heer Bommel maakt zich zorgen over het gat in het mooiste stuk van zijn kunstwerk maar Tom Poes maakt zich zorgen over ‘de griezel’. Tom Poes ziet vanuit de kelder dat de markies wordt aangevallen. Hij ziet ook schilder Terpen Tijn besprongen worden. Laatstgenoemde komt tot het besef dat de Viridiaan uit ‘het dinges’ is gesprongen bij volle maan. De enige die macht over hem heeft is de vent die zijn handtekening onder het stuk heeft gezet. De Viridiaan wordt aangetrokken door trillingen en allerlei emoties! Heer Bommel heeft het eerst moeilijk met de uitleg van Tom Poes, maar voelt zich toch gesterkt door de macht van de handtekening. 
In het gemeentelaboratorium zijn professor Prlwytzkofsky en Alexander Pieps bij zonsopgang nog hard aan het werk. De professor kwam tot de uitroep ‘Hemelbliksemdonderweder’, omdat ze zojuist een nieuw chemisch element hebben ontdekt. Het Prlwytzium. De aanval die volgde door het Viridiaan-monster, wordt door de radio afgedaan door infrarode elementen die een uitvinding willen vernietigen. Heer Bommel beseft dat zijn kunstmerk ermee te maken heeft. Hij geeft commissaris Bulle Bas uitleg over zijn kunstmonster, met als gevolg dat deze hem wil inrekenen. Na een kort gevecht wordt de politie verslagen door het Viridiaan-monster en ligt de kasteelheer geslagen op de grond. Ook de Oude Schicht heeft veel te lijden gehad. Tom Poes stelt zijn terneergeslagen vriend voor om een nieuw schilderij te gaan maken. Omdat het monster wordt aangetrokken door trillingen, zal het monster dan vanzelf terugkomen. 
Terwijl Heer Bommel op advies van zijn vriend een nieuw schilderij begint, sloopt Wammes Waggel de toeter van de Oude Schicht af. Hij lokt daarmee het kunstmonster uit de bosschages en wordt het kasteel binnengeworpen, dwars door het nieuwe schilderij van heer Bommel heen. Hierop besluit de kasteelheer zijn collage monsterloos naar de tentoonstelling te brengen. Onderweg loopt het monster met hem mee, zonder dat Heer Bommel hem herkent. Hij is net op tijd om zijn kunstwerk op de gereserveerde plaats te hangen. Vervolgens zijn ook de voorzitter van het festival en zijn secretaris Balkenbreyer getuige van de vernietiging van de rest van de tentoonstelling door het Viridiaan-monster. Omdat de kasteelheer zich verantwoordelijk voelt trekt hij zijn portefeuille. Het festival wordt een week verdaagd en de kunstenaars worden schadeloosgesteld en moeten opnieuw beginnen. Alleen de collage hangt er nog en de markies kan zijn gedicht verder vervolmaken. 
In het bos bij slot Bommelstein vindt Tom Poes zijn vriend zittend en nadenkend. Heer Bommel legt nu uit dat hij het monster niet aan kan, omdat Terpen Tijn het monster geplakt heeft. Ze spreken af dat heer Bommel het monster gaat zoeken en Tom Poes de schilder. In een afbraakwijk van Rommeldam, treft Tom Poes de professor aan, die opnieuw is begonnen zijn nieuwe element op te sporen. Ze moeten al spoedig allebei vluchten voor het Viridiaan-monster. Intussen vindt de kasteelheer bij toeval Terpen Tijn in een tentje. Omdat Heer Bommel echt spijt heeft, is Terpen Tijn bereid hem te helpen zoeken. In de stad zien commissaris Bulle Bas en brigadier Snuf dat het monster Tom Poes en de professor achtervolgt. Ze plaatsen een brandladder. Net op het moment dat het monster de professor wil lanceren, grijpt heer Bommel in. Hij beveelt zijn schepping dat hij moet stoppen. Hierop gaat Bulle Bas de kasteelheer opschrijven als veroorzaker van al de schade.
Tom Poes leidt Terpen Tijn naar het schilderij: ‘Ontplofte Wierblaas’. Hij moet het kunstwerk van zijn naam voorzien. Het losgeslagen monster springt op bevel van de schilder terug in het gat van het schilderij. Hierop werkt Terpen Tijn het schilderij verder af en zet zijn signatuur eronder. 
Enige dagen later zit heer Bommel tevreden in zijn tuin en leest in de krant dat de Prix de Rommeldam is toegekend aan schilder Terpen Tijn.

## Voetnoot
1. ↑  De Volledige Werken drukken af: Tom Poes en de Viridiaandinges
2. ↑  In de meester-schilder schildert Terpen Tijn een verre voorvader van Heer Bommel uit het verleden. In De niks legt Wammes Waggel de angst voor het onzichtbare morgen vast. In dit verhaal stort de kasteelheer zich nu zelf op het ‘Nu’. Er moet echter te allen tijde gefixeerd worden!
3. ↑  Circa 4km ten oosten van het kasteel Bommelstein
4. ↑  In het verhaal Eh... dinges verzocht Joost zijn werkgever nog om nooit meer te gaan schilderen. Anders zou hij zijn ontslag moeten nemen!

## Hoorspel
- De Viridiaan-dinges in het Bommelhoorspel